# Tadeusz Niementowski

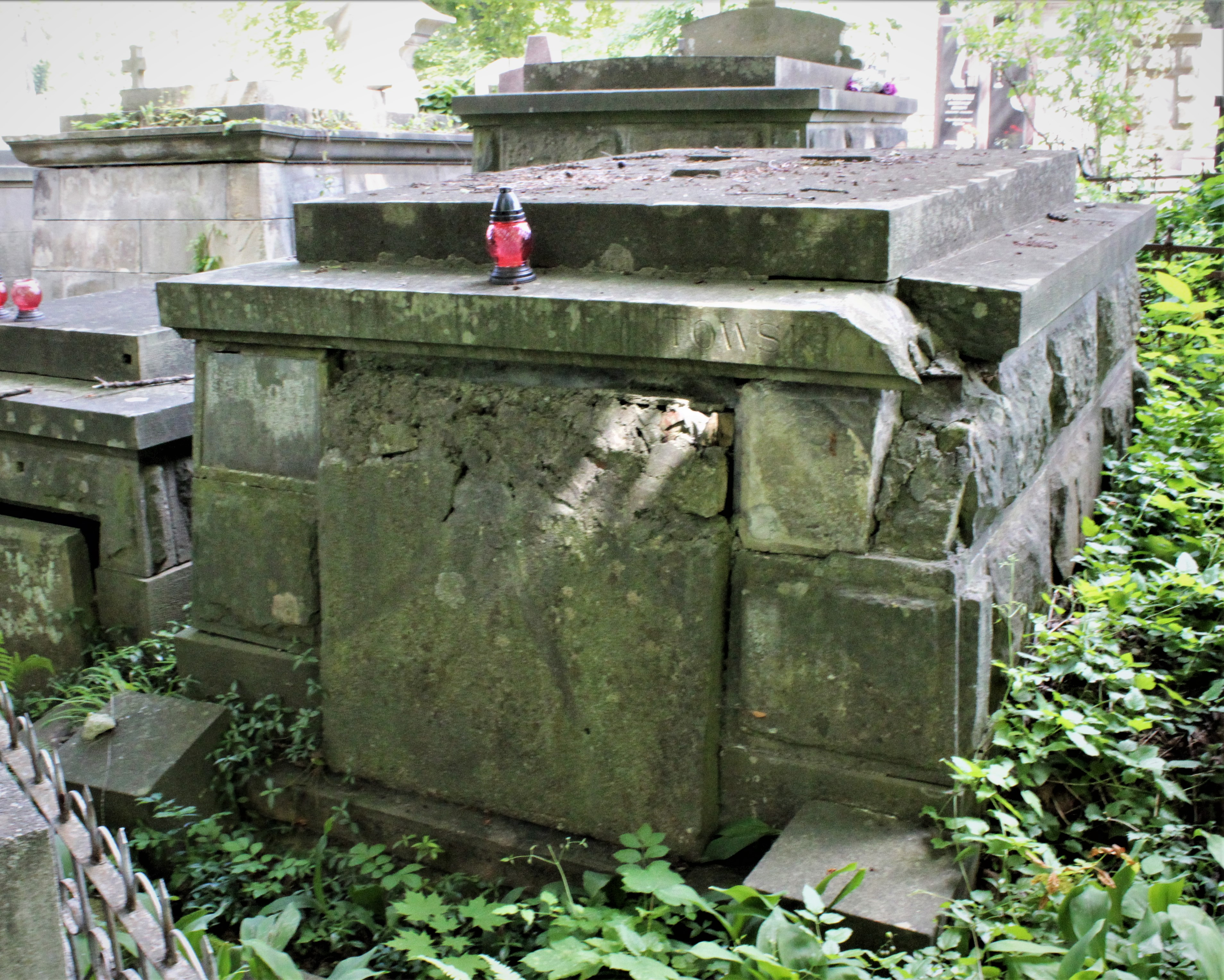

Tadeusz Władysław Niementowski herbu Pobóg (ur. 14 grudnia 1858 w Mikulińcach, zm. 14 sierpnia 1923 we Lwowie) – prawnik i notariusz, ziemianin, polityk demokratyczny, poseł do austriackiej Rady Państwa.

## Życiorys
Ukończył gimnazjum we Lwowie (1876) i wydział prawa na uniwersytecie we Lwowie (1880), tytuł doktora praw otrzymał na Uniwersytecie Jagiellońskim (1881). Po studiach prowadził kancelarię notarialną w Kocmaniu na Bukowinie, notariusz Sądu Krajowego w Czerniowcach (1900-1907), notariusz Sądu Powiatowego w Kocmaniu (1900-1907).
Ziemianin, właściciel dóbr tabularnych: Bazarzyńce, Tarasówka,  Załuże, Zbaraż, Zbaraż Stary (poczta Zbaraż, pow. Zbaraż. Na przełomie XIX i XX wieku zakupił od Potockich zamek w Zbarażu, w którym odrestaurował bramę i przeprowadził remont.  Zastępca prezesa wydziału okręgowego w Zbarażu Galicyjskiego Towarzystwa Kredytowego Ziemskiego we Lwowie  (1900-1910) Członek tarnopolsko-zbarasko-skałocko-trembowleńskiego oddziału Galicyjskiego Towarzystwa Gospodarskiego we Lwowie (1900-1906).
Politycznie związany z Polskim Stronnictwem Demokratycznym. Członek Rady Powiatowej w Zbarażu, z kurii gmin miejskich (1900-1912) oraz Prezes Wydziału Powiatowego w Zbarażu (1900-1906). Członek Okręgowej Rady Szkolnej w Zbarażu (1900-1907). Poseł do austriackiej Rady Państwa X kadencji (31 stycznia 1901 – 30 stycznia 1907) wybrany w kurii V (powszechnej) z okręgu nr 12 (Tarnopol-Zbaraż-Złoczów-Przemyślany-Brzeżany). Członek Koła Polskiego w Wiedniu, gdzie należał do grupy posłów demokratycznych. Podczas sprawowania mandatu m.in. z posłem Emilem Bykiem podjął starania na rzecz uzyskania państwowej pomocy przez Złoczów w dużej mierze spalony podczas pożaru w 1903.
Był koncesjonarjuszem kolei Tarnopol – Zbaraż. Do budowy tej kolei rząd przystąpił z udziałem 1600000 koron, kraj z udziałem 250000 koron, a sam Niementowski do sierpnia 1903 nie włożył  w nią ani grosza.

## Rodzina i życie prywatne
Syn ziemianina i notariusza z Żółkwi Antoniego (1821-1889) i Anny z Mussil de Mussilau. Jego bratem był chemik i profesor Politechniki Lwowskiej Stefan Dominik Niementowski (1866-1925). Ożenił się z Jadwigą z Zielińskich, z którą miał 3 córki.